# Liste der Biografien/Foo
Liste der Biografien |
Portal Biografien |
Personensuche
# |
A |
B |
C |
D |
E |
F |
G |
H |
I |
J |
K |
L |
M |
N |
O |
P |
Q |
R |
S |
T |
U |
V |
W |
X |
Y |
Z |
?
 
Fa |
Fe |
Ff |
Fh |
Fi |
Fj |
Fk |
Fl |
Fm |
Fn |
Fo |
Fr |
Ft |
Fu |
Fy
 
Foa |
Fob |
Foc |
Fod |
Foe |
Fof |
Fog |
Foh |
Foi |
Foj |
Fok |
Fol |
Fom |
Fon |
Foo |
Fop |
For |
Fos |
Fot |
Fou |
Fov |
Fow |
Fox |
Foy |
Foz
Die Liste der Biografien führt alle Personen auf, die in der deutschsprachigen Wikipedia einen Artikel haben. Dieses ist eine Teilliste mit 63 Einträgen von Personen, deren Namen mit den Buchstaben „Foo“ beginnt.

## Foo
- Foo Kune, Cathy, mauritische Badmintonspielerin und Sportfunktionärin
- Foo Kune, Karen (* 1982), mauritische Badmintonspielerin
- Foo Kune, Kate (* 1993), mauritische Badmintonspielerin
- Foo, Jeremy (* 2007), neuseeländischer Fußballspieler
- Foo, Jon (* 1982), englischer Schauspieler, Martial-artist und Stuntman
- Foo, Kok Keong (* 1963), malaysischer Badmintonspieler
- Foo, Parker (* 1998), chinesisch-kanadischer Eishockeyspieler
- Foo, Spencer (* 1994), chinesisch-kanadischer Eishockeyspieler

### Food
- Foody, Ralph (1928–1999), US-amerikanischer Schauspieler

### Fooh
- Foohs, Anton (1871–1940), Priester der Diözese Speyer, Militärpfarrer, im Ersten Weltkrieg Feldgeistlicher
- Foohs, Ludwig (1854–1925), deutscher Rentamtmann

### Fook
- Fooken, Anton (* 1879), Danziger Politiker (SPD)
- Fooken, Enno (1926–2021), deutscher Erziehungswissenschaftler
- Fooken, Gralf Friedrich (1835–1923), deutscher Kaufmann, Reeder, Privatbankier
- Fooken, Insa (* 1947), deutsche Sozialwissenschaftlerin und Entwicklungspsychologin
- Fooken, Johann (1881–1961), deutscher Politiker (SPD), MdL
- Fookes, Janet, Baroness Fookes (* 1936), britische Politikerin, Mitglied des House of Commons

### Foon
- Foon, Kebba W. (1922–2002), gambischer Politiker
- Foon, Marion (1921–2012), britisch-gambische Journalistin und Herausgeberin
- Foon, Momodou S., gambischer Politiker und Wirtschaftswissenschaftler

### Foor
- Foord, Caitlin (* 1994), australische Fußballspielerin
- Foord-Kelcey, Alick (1913–1973), britischer Offizier der Luftstreitkräfte des Vereinigten Königreichs

### Foos
- Foos, Reva (* 1993), deutsche Schwimmerin
- Foose, Chip (* 1963), US-amerikanischer Fahrzeugdesigner, -bauer und -tunerChip Foose (* 1963)

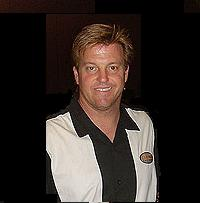
Chip Foose (* 1963)

### Foot
- Foot, Alistair (1930–1971), britischer Film- und Theaterautor
- Foot, Dingle (1905–1978), britischer Politiker (Labour Party), Mitglied des House of Commons
- Foot, Geoffrey (1915–2010), britischer Filmeditor
- Foot, Hugh (1907–1990), britischer Kolonialbeamter und Diplomat
- Foot, John, Baron Foot (1909–1999), englischer Politiker und Anwalt
- Foot, Katharine (1852–1944), US-amerikanische Zoologin und Zytologin
- Foot, Michael (1913–2010), britischer Politiker, Mitglied des House of Commons und Journalist
- Foot, Michael (1919–2012), britischer Historiker
- Foot, Philippa (1920–2010), britische Philosophin
- Foot, Samuel A. (1780–1846), US-amerikanischer Politiker
- Foot, Solomon (1802–1866), US-amerikanischer Politiker
- Foote, Abram W. (1862–1941), US-amerikanischer Geschäftsmann und Politiker
- Foote, Adam (* 1971), kanadischer Eishockeyspieler und -funktionär
- Foote, Alexander (1905–1957), britischer Agent und Funker
- Foote, Andrew Hull (1806–1863), Konteradmiral der United States Navy während des amerikanischen Bürgerkrieges
- Foote, Arthur (1853–1937), US-amerikanischer Komponist
- Foote, Callan (* 1998), US-amerikanisch-kanadischer Eishockeyspieler
- Foote, Charles A. (1785–1828), US-amerikanischer Jurist und Politiker
- Foote, Courtenay (1878–1925), englischer Bühnen- und Stummfilmschauspieler
- Foote, Ellsworth (1898–1977), US-amerikanischer Politiker
- Foote, Erastus (1777–1856), US-amerikanischer Anwalt und Politiker
- Foote, Eunice Newton (1819–1888), US-amerikanische Forscherin und Erfinderin
- Foote, George (1886–1956), US-amerikanischer Komponist und Musikpädagoge
- Foote, George William (1850–1915), englischer Schriftsteller und Vertreter des Säkularismus
- Foote, Harry Ward (1875–1942), US-amerikanischer Chemiker und Hochschullehrer
- Foote, Henry S. (1804–1880), US-amerikanischer Politiker
- Foote, Hezekiah William (1813–1899), US-amerikanischer Plantagenbesitzer, Politiker und Offizier
- Foote, Horton (1916–2009), US-amerikanischer Dramatiker und Drehbuchautor
- Foote, Huger Lee (1856–1915), US-amerikanischer Politiker
- Foote, Ian (1933–1995), schottischer Fußballschiedsrichter
- Foote, Larry (* 1980), US-amerikanischer Footballspieler und Trainer
- Foote, Mary Hallock (1847–1938), US-amerikanische Autorin und Illustratorin
- Foote, Michael J. (* 1963), US-amerikanischer Paläontologe und Evolutionsbiologe
- Foote, Ralph A. (1923–2003), US-amerikanischer Anwalt und Politiker
- Foote, Richard (* 1950), kanadischer Mathematiker
- Foote, Samuel (1720–1777), englischer Schauspieler und Dramatiker
- Foote, Shelby (1916–2005), US-amerikanischer Romancier und Historiker
- Foote, Wallace T. junior (1864–1910), US-amerikanischer Bauingenieur, Jurist und Politiker
- Footman, David (1895–1983), britischer Autor, Diplomat und Nachrichtendienstler